# آبی و نه خیلی صورتی
آبی و نه خیلی صورتی، فیلمی به نویسندگی و کارگردانی میگوئل فراری است که در نوامبر ۲۰۱۲ به بهره‌برداری رسید. این فیلم درام به مسائل بحث براگیزی مثل: همجنس‌گراهراسی، همجنس‌گرایی، تراجنسی و خشونت خانگی در ونزوئلا می‌پردازد.

## خلاصه داستان
این فیلم دعوت به احترام و تحمل نسبت به افراد دیگر و همچنین عدم تبعیض در شرایط اجتماعی، مذهب، گرایش جنسی، قومی و… است؛ و همچنین به کودکان در موقعیت طلاق پدر و مادر در میان جامعه می‌پردازد.

## بازیگران
- گیلرمو گارسیا در نقش دیگو
- ناچو مونتس در نقش آرماندو
- هیلدا آبراهامز در نقش دلیریو دلریو
- کارولینا تورس در نقش پرلا مارینا
- الکساندر داسیلوا در نقش راسکو

## اکران
این فیلم به عنوان یکی از بهترین فیلمهای سینمای ونزوئلا فهرست شده‌است، تا آنجا که طول مدت اکران آن در سینما تقریباً هشت ماه بود، با استقبال بالا و فروش با بیش از ۶۰۰٬۰۰۰ تماشاگر.

## جوایز
- ۲۰۱۴- جایزه گویا بهترین فیلم غیر اسپانیایی
- ۲۰۱۴- جشنواره سیب صورتی، جایزه بهترین فیلم از دید مخاطبان
- ۲۰۱۴- جشنواره چهره به چهره سن-اتین، فرانسه، جایزه بهترین فیلم از دید مخاطبان